# Brankica Stanković

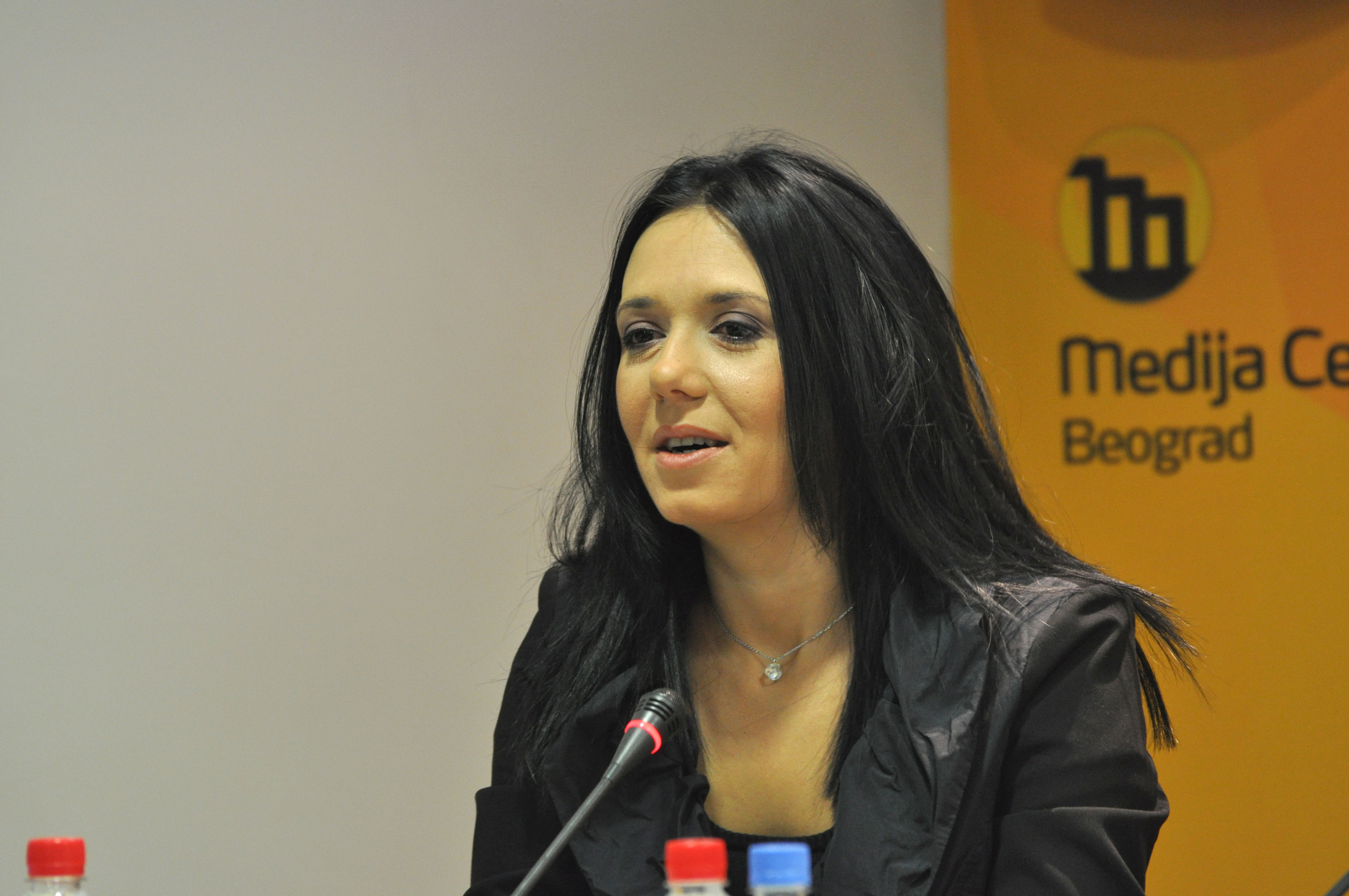
Brankica Stanković i januari 2010.

Brankica Stanković, född oktober 1975 i Belgrad, är en serbisk undersökande journalist. I november 2009 undersökte hon samband mellan organiserad brottslighet och huligansupportrar av fotbollsklubben Partizan. Detta ledde bland annat till dödshot, och hon lever under polisbeskydd.